# Ophiomorus nuchalis
Ophiomorus nuchalis är en ödleart som beskrevs av  Göran Nilson och Claes Andrén 1978. Ophiomorus nuchalis ingår i släktet Ophiomorus och familjen skinkar. IUCN kategoriserar arten globalt som livskraftig. Inga underarter finns listade i Catalogue of Life.